# Långa Skutnäsören
Långa Skutnäsören är ett skär i Åland (Finland). Det ligger i Skärgårdshavet och i kommunen Kumlinge i landskapet Åland, i den sydvästra delen av landet. Ön ligger omkring 56 kilometer nordöst om Mariehamn och omkring 230 kilometer väster om Helsingfors. Långa
Öns area är 2,9 hektar och dess största längd är 370 meter i nord-sydlig riktning. Trakten är glest befolkad. Närmaste större samhälle är Brändö, 14,4 km öster om Långa Skutnäsören.